# Gerechtsgebouw (Dendermonde)

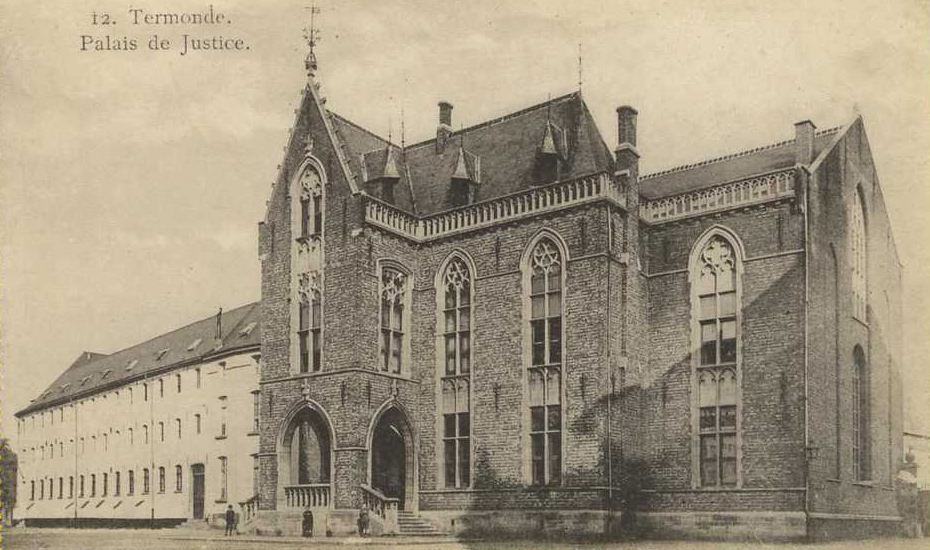
Het gerechtshof dat in 1914 werd verwoest

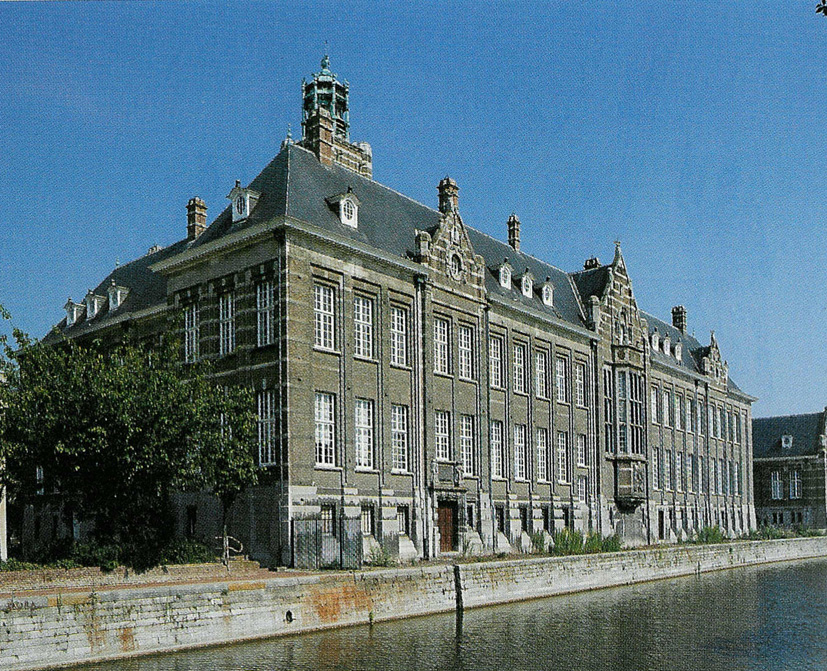
Het gerechtshof uit 1927 gezien vanaf de Dender

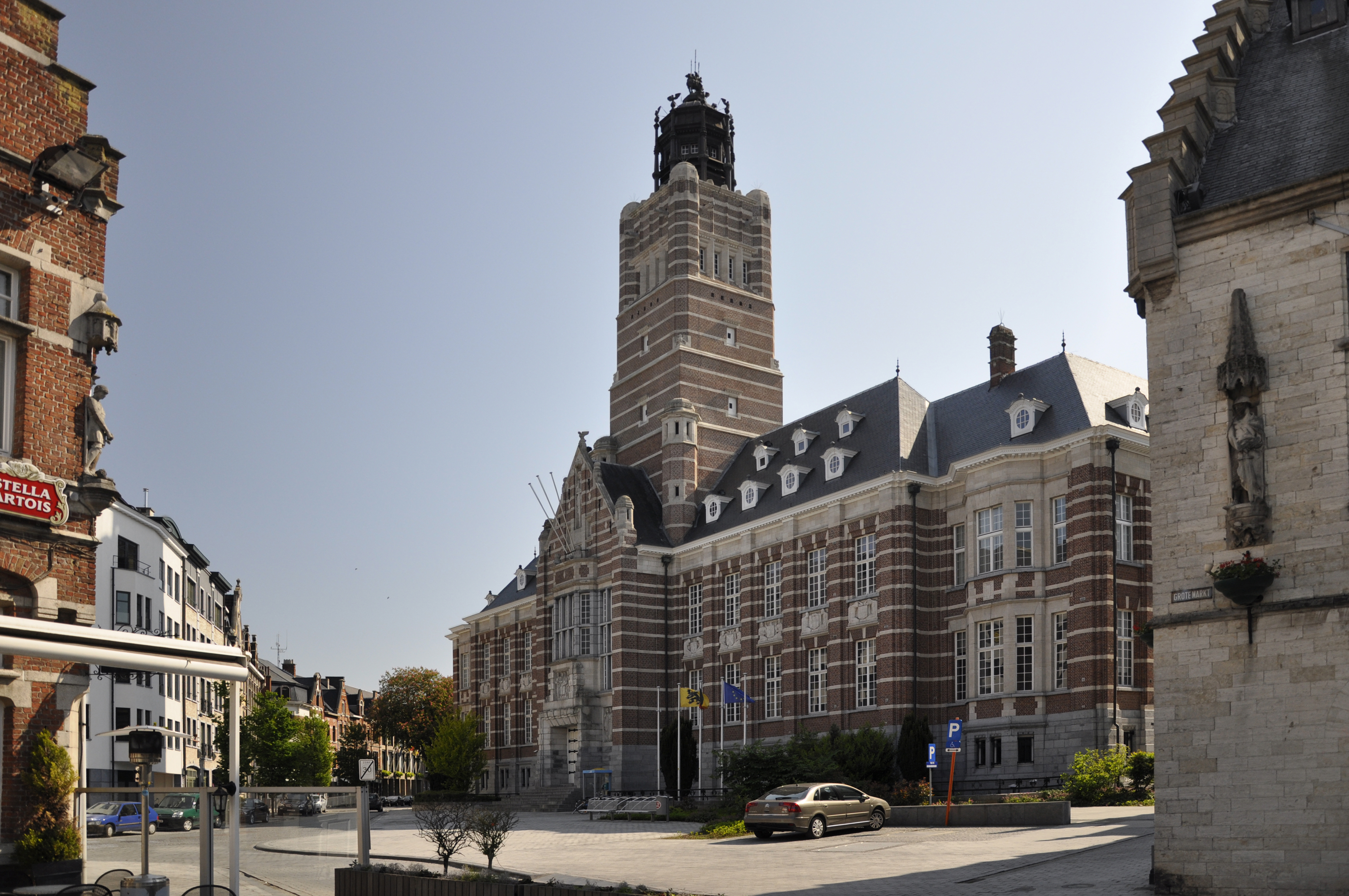
Het gerechtshof vanaf de Grote Markt

Het gerechtsgebouw van Dendermonde is opgetrokken in het centrum van de Belgische stad Dendermonde, naar de plannen van architect Valentin Vaerwyck. Het werd in gebruik genomen in 1927, maar de locatie zelf heeft een langer historisch verleden.

## Bouwfases
Op die plaats werd reeds in de 10e eeuw een burcht opgetrokken door keizer Otto II, waar onder meer gevangenen werd vastgehouden. Op diezelfde plaats begonnen de karmelieten in 1664 met de oprichting van een klooster tot het in 1796 werd gesloten en ingericht als tempel van de rede. De kerk werd in 1811 een gerechtshof en de kloostercellen werden omgevormd tot gevangenis. Buiten kreeg het gebouw een neoklassiek uitzicht met zuilen en fronton. Eind 19e eeuw werd het vervangen door een neogotische gebouw naar een ontwerp van architect Pieter Van Kerkhove.
Tijdens de Eerste Wereldoorlog werd het door de Duitsers in brand gestoken. Na de oorlog werd voor de heropbouw een wedstrijd uitgeschreven, waarna de opdracht ging naar Valentin Vaerwyck. Voor de decoratie werd een beroep gedaan op beeldhouwers Oscar Sinia en Geo Verbanck, twee kunstenaars die veelvuldig met Vaerwyck samenwerkten. Het wordt bekroond door een beeld van het Ros Beiaard en de Vier Heemskinderen, geflankeerd door uilen die de wijsheid symboliseren.
Het gerechtsgebouw is sinds 1996 een beschermd monument.